# Сјемениште
Сјемениште је католичка установа која одгаја младе који су после основне школе осетили „божји позив“ и на њега се одазвали.
Сјеменишта која одгајају свештеничке кандидате средњошколце називају се мала сјеменишта, а богословска сјеменишта чији свештенички кандидати похађају факултет још се називају и велика сјеменишта.